# Ascalaphus libelluloides
Ascalaphus libelluloides là một loài côn trùng trong họ Ascalaphidae thuộc bộ Neuroptera. Loài này được Schäffer miêu tả năm 1763.